# Юйсян
Юйсян — приправа в китайской кухне, а также соус, в котором готовят мясо или овощи. Предположительно сначала появился в сычуаньской кухне и с тех пор распространилось на другие региональные китайские кухни.
Несмотря на то, что в переводе с китайского название соуса буквально означает «рыбный аромат», юйсян не содержит морепродуктов и обычно не добавляется к морепродуктам.
К основным ингредиентам соуса юйсян относятся сахар, уксус, крахмал, соевый соус (?), маринованный перец чили, лук, чеснок и имбирь.

## Приготовление
Для приготовления соуса, маринованный перец чили, лук, имбирь и чеснок мелко нарезают. Их смешивают в более-менее равных пропорциях, хотя некоторые предпочитают добавлять побольше лука. Затем получившуюся смесь обжаривают в масле до появления аромата, а затем добавляют воду, крахмал, сахар и уксус.

## Блюда
Соус чаще всего используют для приготовления блюд, содержащих говядину, свинину или курицу, значительно реже — для вегетарианских блюд. Барбара Тропп в своей книге «Современное искусство китайской кулинарии» предполагает, что иероглифы можно также интерпретировать как «вкус Сычуани — Хунани» (渝湘). Блюда, в которых в качестве основной приправы используется юйсян, в названии содержат название этого соуса. Например:
- Юсянгроуси (魚香肉絲): свиные полоски, обжаренные с юйсяном[4]
- Юсянциези (魚香茄子): тушеные баклажаны с юйсяном[5]
- Юсяннюн (魚香牛腩): говяжья грудинка, тушёная с юйсяном.